# Pole Poppenspäler

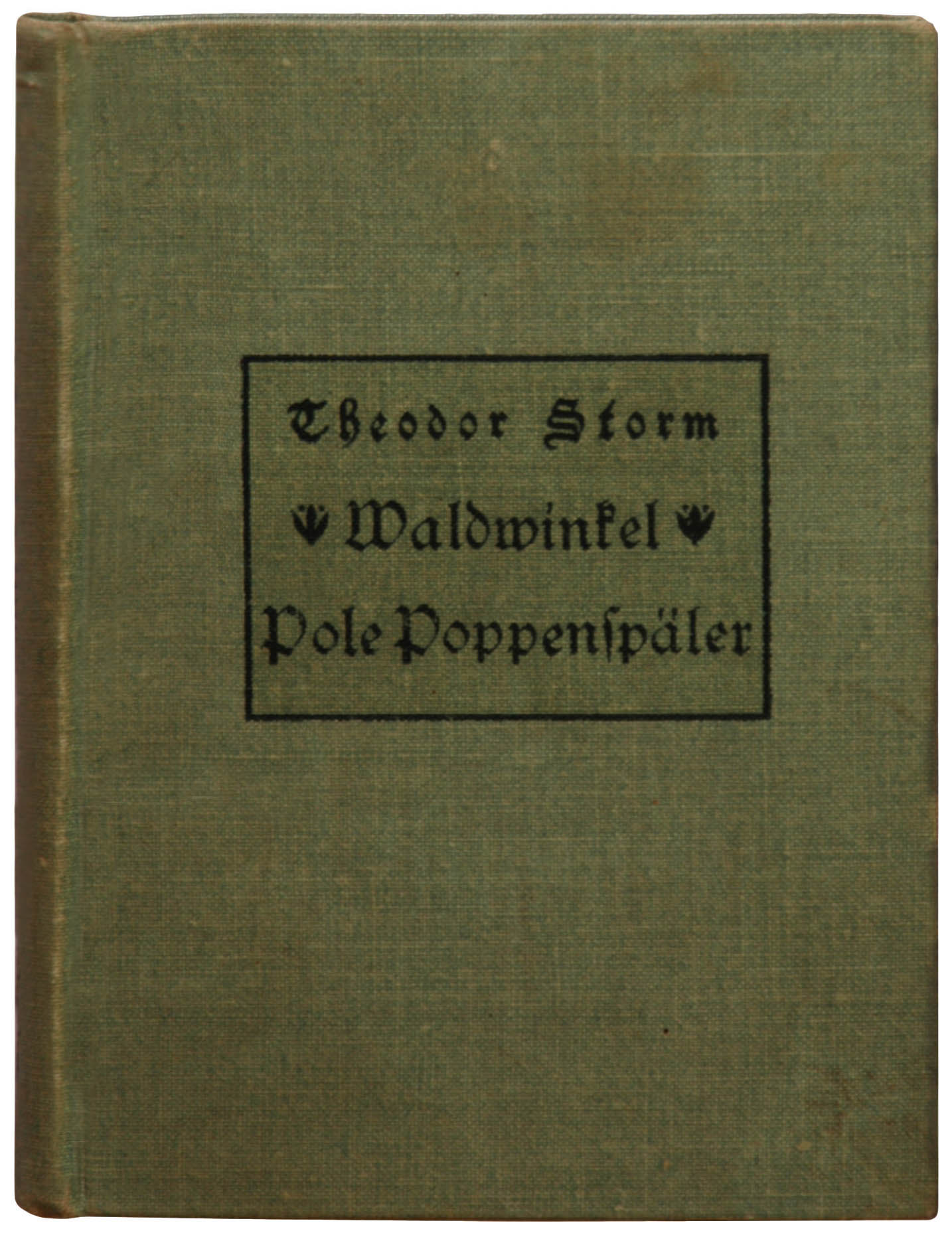
Einband der ersten Buchausgabe

Pole Poppenspäler (Paul Puppenspieler) ist eine Novelle von Theodor Storm. Das 1874 veröffentlichte Werk zählt neben „Der kleine Häwelmann“ zu den bekanntesten Werken Storms für ein junges Publikum.
Die Novelle wurde erstmals 1874 im vierten Band der in Leipzig erschienenen Zeitschrift „Deutsche Jugend“ gedruckt, illustriert von Carl Offterdinger. 1875 wurde sie zusammen mit der Novelle „Waldwinkel“ bei G. Westermann in Braunschweig als Buch herausgegeben.

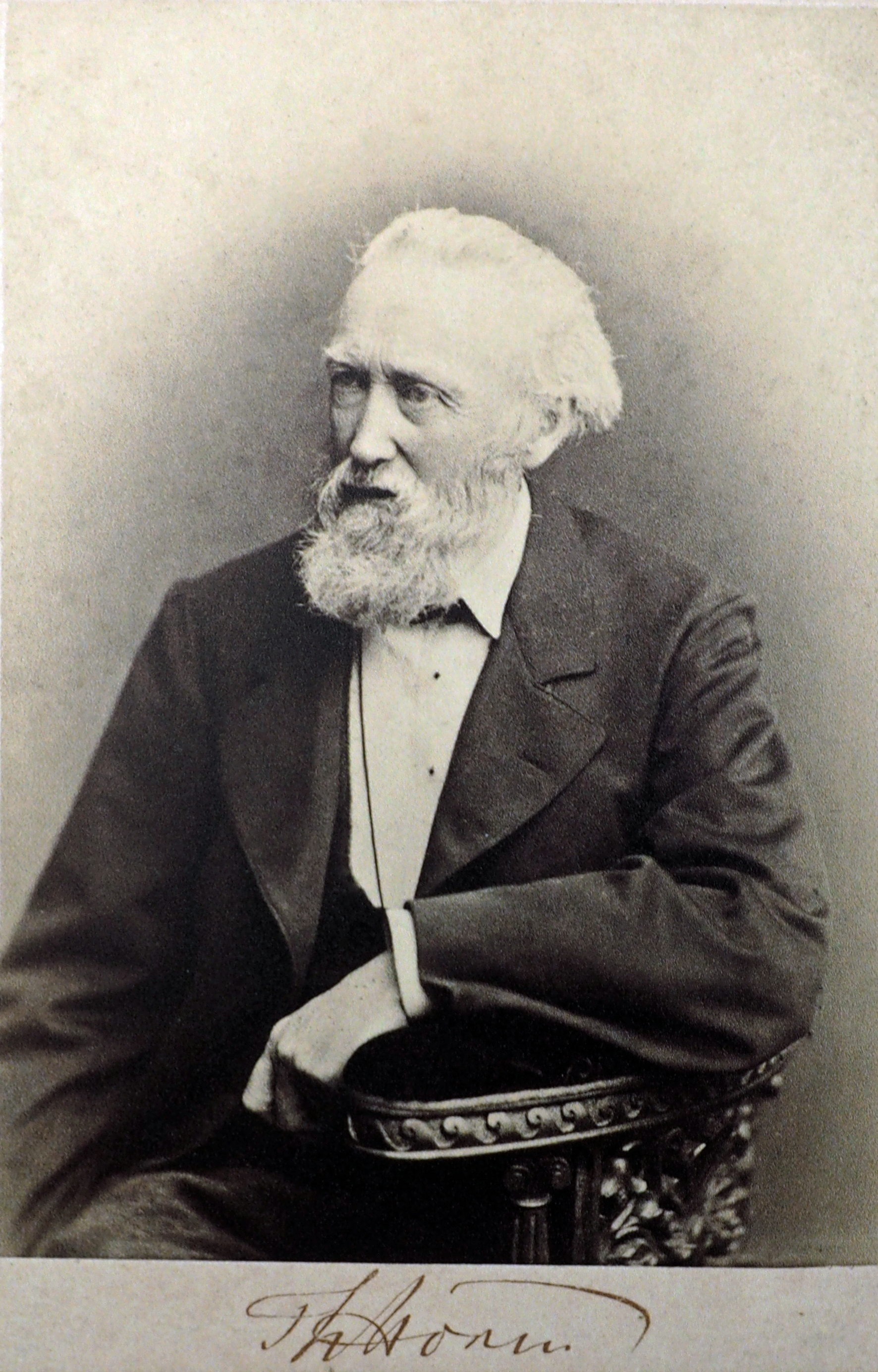
Theodor Storm (1886)

## Hintergründe
Storm schrieb die Novelle auf Bitten der Zeitschrift „Deutsche Jugend“. In die Erzählung gehen persönliche Erinnerungen ein, insbesondere, wie Storm am 8. Februar 1864 seinen Eltern schreibt, ein Erlebnis von Storms ältestem Sohn Hans. Dieser hatte die Familie eines wegen Diebstahlverdachts unschuldig festgenommenen „Zigeuners“ zunächst im Elternhaus verköstigt und sich dann erfolgreich für die Unterbringung der mittellosen Menschen im städtischen Armenhaus eingesetzt.
Als weitere Vorbilder werden Kapitel aus Gottfried Kellers Roman „Der grüne Heinrich“ angegeben. Vorbild des Puppenspiels „Fausts Höllenfahrt“ ist eine Bearbeitung von Karl Simrock. Inspirierend für die Figur des Pole Poppenspäler soll 1872 Storms Begegnung mit einem Puppenspieler in Berchtesgaden gewesen sein.

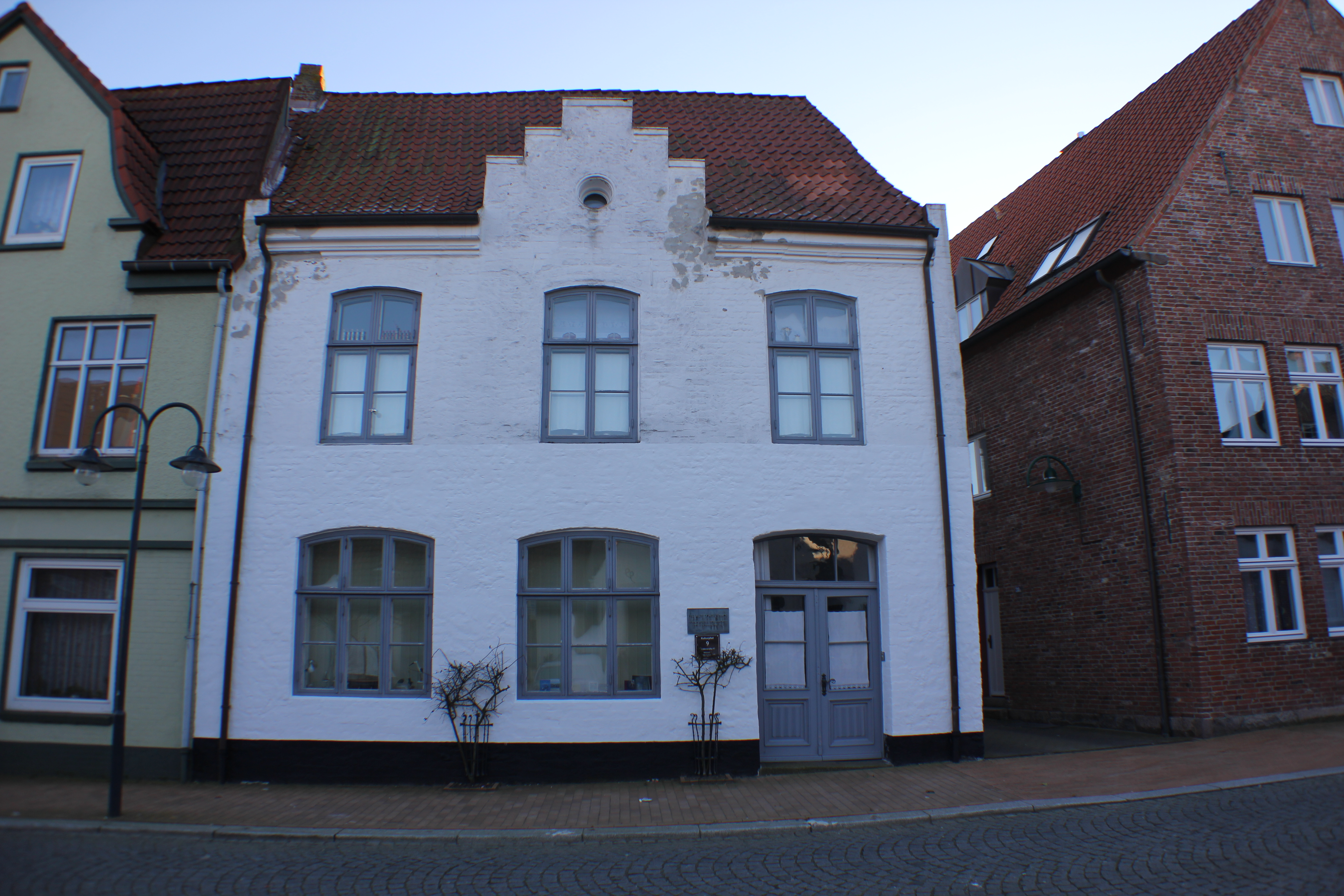
Der Alte Schützenhof in Husum (Schauplatz der Novelle)

Als Schauplätze der Erzählung sind die Städte Husum und Heiligenstadt zu erkennen.

## Aufbau der Novelle
Wie oft bei Storm, ist auch die Novelle „Pole Poppenspäler“ als Rahmenerzählung konzipiert. Ein Erzähler berichtet, wie er als Jugendlicher gern gesehener Gast im Hause des Kunstdrechslers und Mechanikus Paul Paulsen ist. Während Paulsen als „typischer Friese“ beschrieben wird, erscheint seine Frau „braun und von zartem Gliederbau, ihre Sprache von unverkennbar süddeutschem Klange. Meine Mutter pflegte von ihr zu sagen, ihre schwarzen Augen könnten einen See ausbrennen“. Zufällig fällt im Elternhaus des Erzählers der Spitzname „Pole Poppenspäler“ für den angesehenen Bürger Paulsen. Beim nächsten Besuch in der Familie Paulsen erkundigt sich der Erzähler nach der Herkunft des Namens. Die eigentliche Erzählung beginnt.
Die Geschichte von Paul und Lisei Paulsen, geb. Tendler, ist wiederum zweigeteilt in die Geschichte der Kinderzeit, als Lisei mit ihren Puppenspieler-Eltern in die Stadt kommt und Paul kennenlernt, und die Geschichte der jungen Erwachsenen Paul und Lisei, die sich zufällig wiederfinden und gegen alle Konvention ihre Familie gründen.
Im Epilog der wieder einsetzenden Rahmenerzählung wird dann die Familiengeschichte abgeschlossen, die Identität Frau Paulsens mit jener Puppenspieler-Lisei sowie die Herkunft des Spitznamens deutlich. Die Feier des Hochzeitstages der alten Paulsens beschließt die Novelle.

## Inhalt

### Rahmenhandlung
Ein Ich-Erzähler berichtet von dem Kunstdrechsler und Mechanikus Paul Paulsen, einem Friesen, und seiner aus Süddeutschland stammenden Frau Lisei. Bei diesem Paulsen, einem anerkannten deputierten Bürger seiner Stadt, erhielt der Erzähler als Schuljunge Unterricht im Kunstdrechseln. Zufällig fällt im Elternhaus des Erzählers der Spitzname „Pole Poppenspäler“ für den angesehenen Bürger Paulsen. Beim nächsten Besuch beim Ehepaar Paulsen anlässlich deren Hochzeitstages erkundigt sich der Erzähler nach der Herkunft des Namens. Der alte Meister Paulsen reagiert zunächst verärgert, erzählt dann aber doch seine Geschichte.

### Binnenhandlung: Kindheit
Als Kind schon lebte Paul Paulsen im selben Haus, seinem Elternhaus. Eines Tages im September kommt ein Pferdekarren in die Stadt. Es sind der „Mechanikus und Puppenspieler“ Joseph Tendler aus München, seine Frau und seine Tochter Lisei, neun Jahre alt, schwarzhaarig und hübsch. Das fahrende Volk findet im gegenüberliegenden Gasthaus unter dem Dach ein billiges Quartier.
Fasziniert vom Schaustellerleben nutzt Paul eine Gelegenheit, Lisei beim Einkaufen behilflich zu sein. Er erhält zum Dank eine Eintrittskarte für das Puppentheaterstück vom „Pfalzgrafen Siegfried und der heiligen Genoveva“.
Die Vorführung des Puppenspiels im vollen Saal des Schützenhauses beeindruckt den Jungen so sehr, dass er in der Schule nicht mehr aufpassen kann und nachts vom Marionettentheater träumt. Für das nächste Stück, „Doktor Fausts Höllenfahrt“, erbittet er vom Vater das Eintrittsgeld. Am Tag der Aufführung schleicht er sich ans Schützenhaus heran und findet dort Lisei allein vor. Zu gern würde er die Marionettenpuppen ansehen. Insbesondere der kunstvoll angefertigte Kasper („Wurstl“) hat es ihm bis in seine Träume hinein angetan. Obwohl Liseis Eltern es strikt verboten haben, erfüllt sie Pauls Wunsch und führt ihn hinter die Bühne zu den Puppen.
Paul kann die Finger vom Kasperl nicht lassen. Er spielt mit der Figur, bis es in der Mechanik einen „leisen Krach“ tut. Er verschweigt den Schaden, der dann erst während der abendlichen Aufführung auffällt. Ein Reservekasper, mit weniger vollkommener Mechanik, muss einspringen. Doch noch während die Aufführung in vollem Gang ist, gerade, als Faust vom Teufel geholt wird und die Stimme Gottes das Urteil verkündet: „In aeternum damnatus es“, hört Paul unter der Zuschauertribüne Liseis Schluchzen. Sie fürchtet wegen ihres Vergehens Peitschenhiebe ihrer harten und strengen Mutter. Die Kinder beschließen deshalb, im Theater zu bleiben. Eine Weile sind noch die Eltern zu hören, die aufräumen und die Lichter löschen. Dann wird es still, die Kinder bleiben zurück, aneinander geschmiegt und in der leeren Puppenkiste auf Decken gebettet. Dort werden sie später von den besorgten Familien gefunden. Daraufhin nimmt Paul Lisei in Schutz vor der drohenden Strafe und bekennt sich zu seinem Fehler. Auch die Eltern einigen sich, und Pauls Vater gelingt es, den Tendlerschen Kasper zu reparieren. Danach ist auch „Das Mutterl“ sehr freundlich zu Paul und begrüßt ihn immer ganz freundlich, sogar wenn er kostenlos ins „Puppenspielerl“ geht.
Die Zeit des Tendlerschen Gastspiels ist für die Kinder Paul und Lisei eine glückliche gemeinsame Zeit, doch eines Oktobertages bauen die Schausteller ab und ziehen weiter. Nie wieder kommt die Bühne in Pauls Stadt.

### Binnenhandlung: Wiederfinden
Zwölf Jahre später befindet sich Paul Paulsen als Geselle während seiner Wanderjahre in Mitteldeutschland. Die Witwe eines Handwerksmeisters hat ihn anstatt ihres Sohnes aufgenommen. An einem bitterkalten Januarsonntag beobachten beide, wie eine verzweifelte junge Frau vergebens Einlass ins Gefängnis verlangt. Paul nimmt sich der jungen Frau an: Sie ist seine Lisei! Die Mutter ist vor Längerem gestorben. Gestern wurde der Vater unter dem Verdacht eines Diebstahls ins Gefängnis geworfen. Paul nimmt sich wiederum der Familie an. Nachdem sich Vater Tendler von Kränkung und Krankheit erholt hat, steht der erneute Abschied an. Der Gedanke, Lisei wieder für zwölf Jahre – oder vielleicht für das ganze Leben – aus den Augen zu verlieren, ist für Paul unerträglich:
„Da war mir, als hörte ich die Stimme meiner Mutter sagen: ‚Halte diese Hand fest und kehr mit ihr zurück, so hast du deine Heimat wieder.‘“
Daraufhin hält Paul um Liseis Hand an und die beiden kehren – zusammen mit Joseph Tendler, der nach dem Schock der Verhaftung das Leben des fahrenden Künstlers aufgibt – in Pauls Heimatstadt zurück, wo er die Werkstatt des Vaters übernimmt. Dem Klatsch und dem Gerede ob der unstandesgemäßen Verbindung treten Paul und Lisei entgegen. Dem jugendlichen Ich-Erzähler und gebannten Zuhörer ist jetzt auch längst klar, dass Frau Meister Paulsen jene Lisei ist. Paulsen beendet die Geschichte:

### Binnenhandlung: Das Ende der Familiengeschichte
Eine Hochzeit wird im Stillen gehalten, das Geschäft der Paulsens gedeiht günstig. Das Gerede der Leute hört auf. Aber dem alten Vater Tendler fehlt sein geliebtes Theater. Eine Bühne wird errichtet, ein Stück geprobt. Die Uraufführung soll beginnen. Bloß, die Zeiten haben sich geändert, das Publikum ist anspruchsvoller und durch Marionettenspiel nicht mehr zu unterhalten. Der Pöbel stört die Vorstellung, die Aufführung muss abgebrochen werden.
Die Haustür ist am folgenden Tag mit Kreide beschmiert, „Pole Poppenspäler“ steht darauf geschrieben, der Spitzname Paul Paulsens für eine ganze Weile, bis er sich schließlich wehrt und „einen Trumpf darauf setzt“. Der alte Tendler verkauft angesichts der erlebten Kränkung seine Marionetten, muss aber die erneute Demütigung erleben, dass jetzt die Gassenjungen damit spielen. Diesen Schlag übersteht der alte Mann nicht. Er wird krank und stirbt, obwohl sich Paul bemüht, die Puppen zurückzukaufen. Einige, insbesondere der Kasper, bleiben vorerst verschollen.
Bei des alten Tendlers Beerdigung wird ein Gegenstand über die Friedhofsmauer in das offene Grab geworfen: Auf dem Sarg des Puppenspielers liegt der Kasper. Man belässt ihn im Grab und beerdigt ihn mit seinem Puppenspieler.

### Rahmenhandlung
Die Rahmenhandlung wird mit der Feier des Hochzeitstages wieder aufgenommen, Lisei Paulsen ruft ihren Mann und den jungen Gast zu Tisch: „Es waren prächtige Leute, der Paulsen und sein Puppenspieler-Lisei.“

## Zur Interpretation

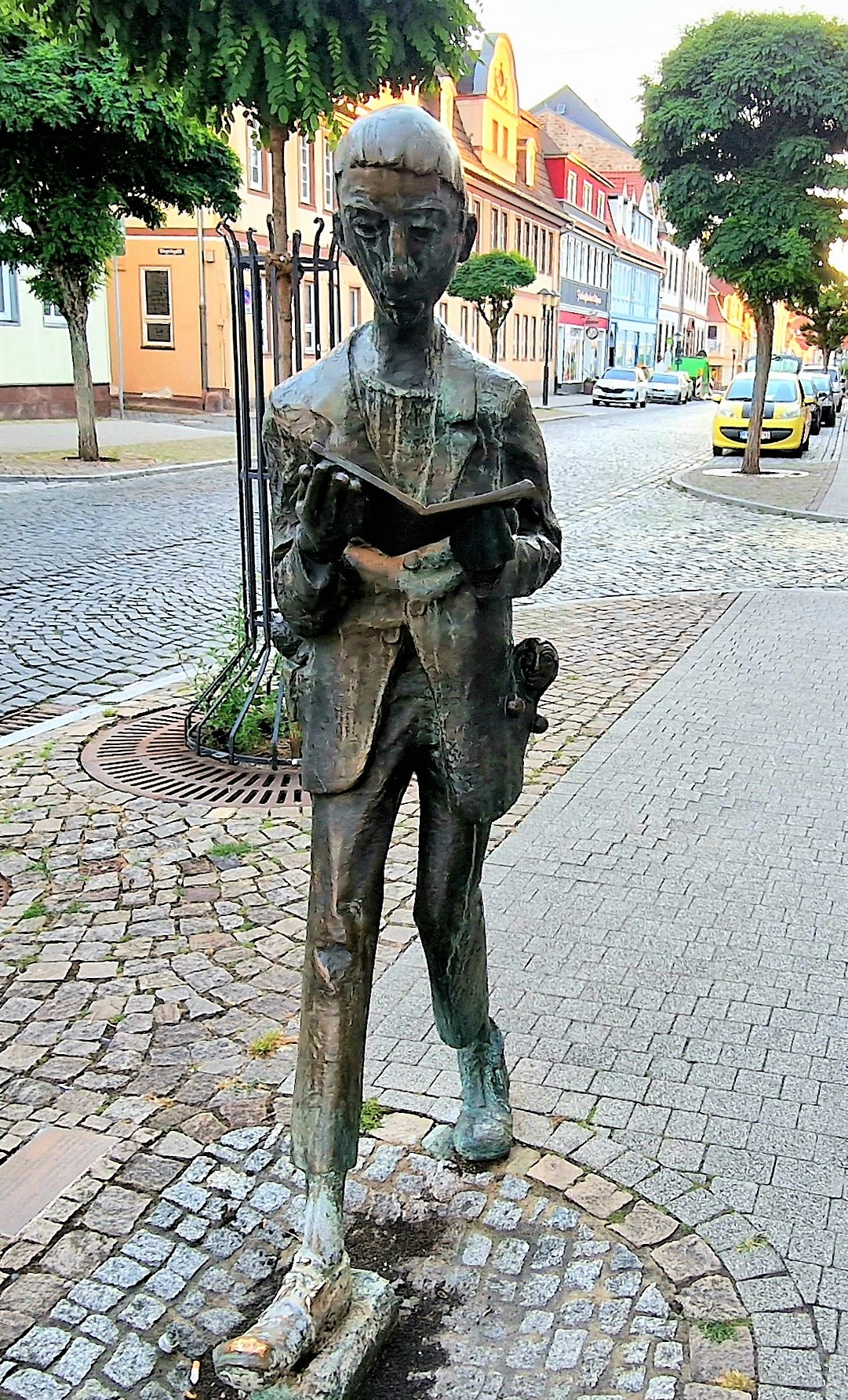
Pole Poppenspäler Skulptur zu Heilbad Heiligenstadt im Eichsfeld, Thüringen, von W. Löwe 1997

### Künstler und Bürger
Die Novelle „Pole Poppenspäler“ lebt vom Gegensatz zwischen Künstlerschicksal und der bürgerlichen Welt. Der Künstler (in der Person des alten Tendlers), „zu gut für diese Welt“, scheitert in der Zeit gesellschaftlicher Umwälzungen, die seine Kunst nicht mehr würdigt. Er verdankt es der Großherzigkeit seiner in der Idylle verbürgerlichten Nachkommen, dass er sein Leben in Frieden und Sorglosigkeit beschließen darf.
In der Ehe von Paul und Lisei, dem bürgerlichen Handwerker und der Tochter der Künstler aus dem „fahrenden Volk“, ist die Spannung zwischen Künstler und Bürger harmonisch aufgelöst. Doch selbst in der Harmonie deutet sich der Niedergang des Künstlerischen an: Der geliebte gemeinsame Sohn tritt in die Fußspuren des Vaters Paulsen, zur Zeit der Erzählung befindet er sich als Geselle auf Wanderschaft.
Gedacht als Jugendbuch, bald als Jugendbestseller angesehen, bleibt der Konflikt in dieser Novelle Storms nur angedeutet. Im Jahr 1875, ein Jahr nach dem Erscheinen des „Pole Poppenspäler“ wird Thomas Mann geboren, in dessen Werk der Gegensatz zwischen Künstler und Bürger eine entscheidende Rolle spielen wird.

### Storms Novelle im NS-Film
Versuche der Nationalsozialisten, die Novellen Theodor Storms zu Propagandazwecken zu vereinnahmen, sind gescheitert. Die Verfilmung von „Der Schimmelreiter“ ließ sich noch mühsam im Sinne der „Blut und Boden“-Ideologie zurechtbiegen.
Die Arbeiten zu dem Farbfilm „Der Puppenspieler“ wurden im April 1945 aufgrund des Endes der NS-Diktatur abgebrochen. – Die Novelle ist aufgrund ihrer Offenheit für das Fremde und ihres Verständnisses für die Liebe der Protagonisten ein Lehrstück für Warmherzigkeit und Toleranz.
Storms Protagonisten lassen dem Pöbel niemals Raum. Seine Personen handeln oftmals gegen den sozialen Zwang und setzen ihr persönliches Lebensglück gegen die Konventionen der Umgebung durch. Gewalt, Unordnung und Unfrieden in Gestalt des „schwarzen Schmidt“ und seiner Söhne wird eine klare Absage erteilt.

## Verfilmungen

### 1935
„Pole Poppenspäler“, Deutschland 1935. Regie: Curt Oertel. Uraufführung: Dezember 1935. Kopie: Bundesarchiv, Berlin

### 1944/45
„Der Puppenspieler“, Deutschland 1944/45 gedreht, unvollendet. Regie: Alfred Braun, Buch: Veit Harlan, Alfred Braun;; siehe: Der Puppenspieler

### 1954
„Pole Poppenspäler“, DDR 1954, in der BRD unter dem Titel „Dorf in der Heimat“ gespielt; Uraufführung: 25. Dezember 1954, Berlin/Ost (Babylon); 16. März 1956, BRD; siehe: Pole Poppenspäler

### 1968
„Pole Poppenspäler“, BRD 1968
Regisseur: Günther Anders
Uraufführung: 24. Dezember 1968; im ZDF

### 1985
Ein Film über Theodor Storm, nicht über einzelne Novellen, mit dem Titel „Storm, der Schimmelreiter“. Regie: Claudia Holldack. Darsteller: Erland Josephson als alter Theodor Storm, Till Topf als junger Theodor Storm. Musik: Thilo von Westernhagen

### 1988
Fernsehverfilmung durch den Bayerischen Rundfunk, Produktion. 70 Min. Buch, Regie Guy Kubli. Kamera Albrecht Schinnerer, Frank Jessenberger. Sprecher des Paul: Uwe Friedrichsen. Texttreue Darstellung der Novelle. Erstsendung 25. Dezember 1989 durch ARD

## Hörspiele
- 1952: Pole Poppenspäler – Produzent: NWDR Hamburg – Bearbeitung und Komposition: Otto Tenne; Regie: Werner Perrey; Mitwirkende: Joseph Offenbach, Tilla Hohmann, Ingeborg Walther, Adi Lödel, Heinz Lanker, Hartwig Sievers, Lisel Pockrandt, Aline Bußmann u. a.
- 1954: Pole Poppenspäler – Produzent: BR – Bearbeitung: Friedrich Forster; Regie: Heinz-Günter Stamm; Mitwirkende: Max Eckard, Jürgen Micksch, Claus Biederstaedt, Adele Hoffmann, Christine Kaufmann, Liane Kopf, Michl Lang, Maria Stadler u. a.
- 1974: Pole Poppenspäler – Produktion und Regie: Kurt Vethake für Gruner und Jahr; Mitwirkende: Margarethe Schön, Eberhard Krug, Klaus Jepsen, Santiago Ziesmer, Peter Schiff, Hans Mahlau, Gerda Meissner[4]
- 1977: Pole Poppenspäler – Produzent: WDR – Bearbeitung: Lotte Betke; Regie: Klaus-Dieter Pittrich; Mitwirkende: Peter René Körner, Martin Korp, Werner Brehm, Ursula von Reibnitz, Reinhart Firchow, Manuela Alfons, Steffy Helmar, Günther Amberger u. a.
- 1989: Pole Poppenspäler (Aus der Reihe Matinée) – Produzent: DW – Bearbeitung: Margrit Spielmeyer; Regie: Tibor von Peterdy; Mitwirkende: Alf Marholm, Gisela Claudius, Michael Oenicke, Jürgen Hilken, Josef Meinertzhagen, Hans Gerd Kilbinger, Johanna Bassermann, Walter Gontermann u. a.

## Adaption als Bilderbuch
- Maren Briswalter: Pole Poppenspäler. Ein Bilderbuch. Urachhaus, Stuttgart 2011, ISBN 3-8251-7776-9[5]

### Sekundärliteratur

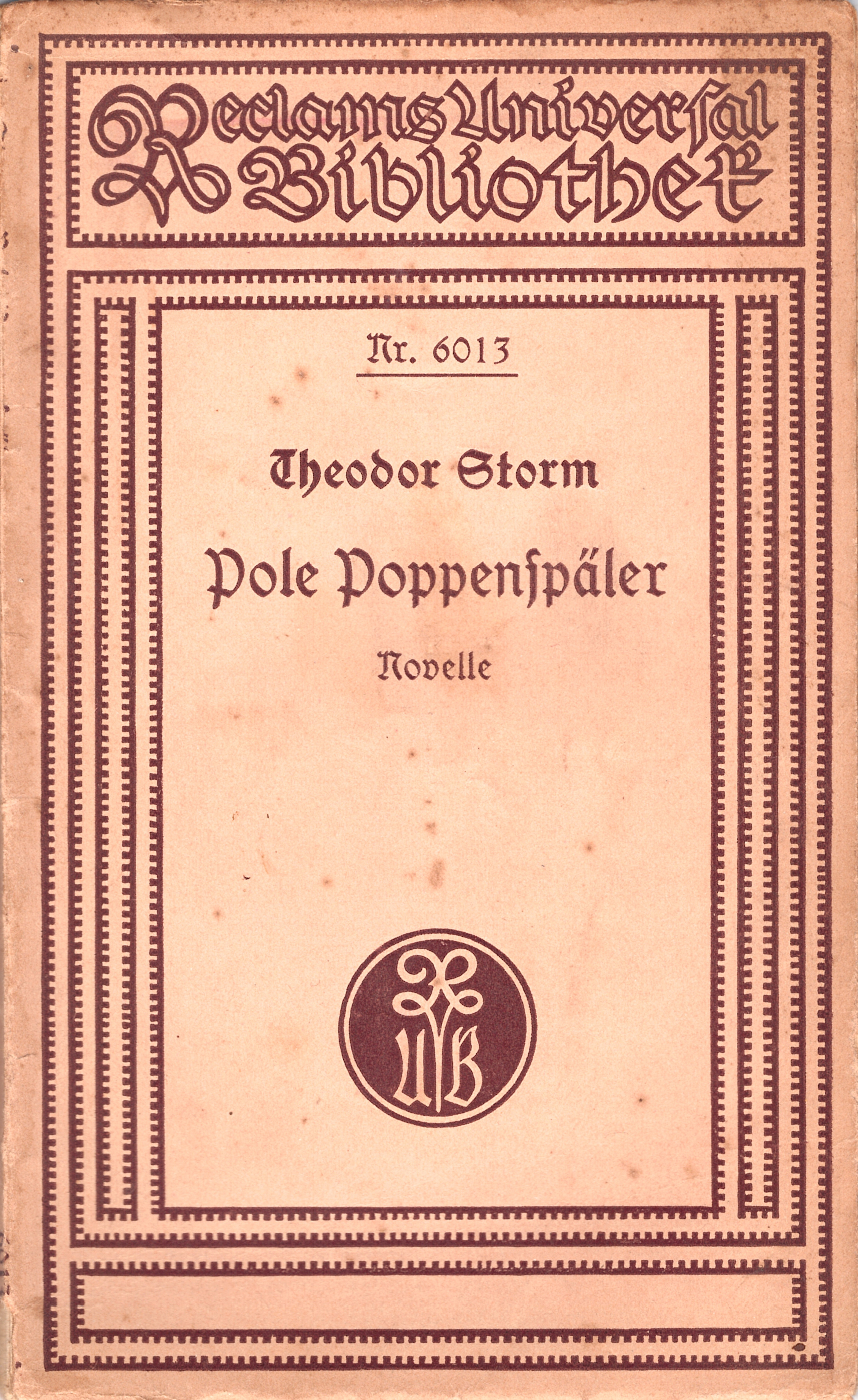
RUB-Nr. 6013, Reclam Leipzig 1919

- Winfried Freund: Theodor Storm: Pole Poppenspäler. Königs Erläuterungen und Materialien, 194. C. Bange, Hollfeld 2003, ISBN 978-3-8044-1780-9 (mit Linkliste im Anh.)[6]
- Hans Helmut Hiebel: Von der Sprache des Buches zur Sprache des Films: „Pole Poppenspäler“, In Harro Segeberg, Gerd Eversberg Hgg.: Theodor Storm und die Medien. Berlin 1999, S. 321–349. In google books lesbar
- Jean Lefebvre: Theodor Storm, Pole Poppenspäler. Reihe: Einfach Deutsch. Unterrichtsmodelle. Schöningh, Paderborn 2002, ISBN 3-14-022352-8[7]